# Tunneln
Tunnelen er et stort kompleks af ældre bygninger i Adelgatan i Malmø.
Bygningen mod Adelgatan, den middelalderlige torvegade, er med deres krydshvælvede kældre fra slutningen af 1200-tallet. Det er således Malmøs ældste overlevende bygninger. Bygningen nævnes første gang i 1349 som en af den afdøde i den afdøde ridder Jens Uffesen Nebs Malmøejendomme. Næste gang bygningen omtales i skriftlige kilder er i 1300-tallet, hvor ejendommen omtaltes som en opdelt bygning med hvælvede kældre, stueetage og øverste etage inddelt med forskellige ejere. I slutningen af middelalderen husede bygningen byens sølvsmed, den rigeste af datidens malmøboere.
I 1519 stod borgmester Jacob Nickelsens storslåede kamtakkehus færdig. Huset var blevet opført over 1½ kælderhvælving af den oprindelige bygning. Huset er dateret ved hjælp af årringedatering af tagkonstruktionen. Kort efter blev der opført et hjørnehus i vestenden af tomten. Bredden af dette hus svarer til en kælderhvælving.
Ved freden i Roskilde i 1658 tilfaldt Skåne Sverige. Den danske rigshofmester Corfitz Ulfeldt, gift med den danske kong Christian IV's datter Leonora Christina Ulfeldt, hjalp den svenske kong Karl X Gustaf under fredsforhandlingerne, og håbede på at blive generalguvernør i Skånelandene. Corfitz købte hele Tunnel-gården og startede en indretning værdig til en af de rigeste mænd i Norden. I 1659 blev han imidlertid anholdt for påstået deltagelse i den såkaldte Malmø sammensværgelse. Rettergangen blev afholdt i hans Malmøggård, og hans forsvarer var hans egen kone. Corfitz Ulfeldt blev idømt husarrest, mens han ventede på den endelige rettergang, men havde held til at flygte sammen med Leonora Christine til Danmark, hvor de blev fængslet og anbragt på Hammershus fæstning på Bornholm.
Malmøgården blev beslaglagt af den svenske krone og fungerede i starten som residens for de skånske generalguvernører. Her boede for eksempel i mange årtier i slutningen af 1600-tallet Skånes da mæktigste mand, generalguvernør Rutger von Ascheberg. Rutger von Ascheberg var født i Kurland. I utallige af de berømte slag som udspildedes i 1640'erne og -50'erne, havde han været med og tjent under feltherrerne Torstenson, Wrangel og Karl X Gustav. Ascheberg, af tysk afstamning, opmuntrede de mange tyskere i Malmø. Han han fik blandt andet gennemført bygningen af en tysk kirke i byen. 1687 indkaldte han en tysk præst, Salomon Rummel. Eftersom kirken endnu ikke stod færdig afholdt generalguvernøren offentlig tysk gudstjeneste i sit hjem i Adelgatan to gange om ugen. Sandsynligvis blev disse afholdt i gårdens største rum, den nuværende spisestue i Jakob Nickelsens gavlhus.
I 1850'erne ejedes gården af handelsmanden P.G Barkman, der moderniserede bygningerne. Han ombyggede bl.a. det middelalderlige gadehus mod Adelgatan, så det fik sit nuværende udseende. Den 2. maj 1866 åbnede kællererestauranten "Tunneln". Allerede fra indvielsen havde restauranten bevilling til at holde åbent til 24 om aftenen, normalbevillingen for andre beværtninger med alkoholservering var til 23. Restauratøren, Bertha Persson, fik bevillingen, fordi hun anførte, at hun havde en aftale med skuespillerne på Malmö Teater ved Gustav Adolfs torg om at spise hos hende efter forestillingerne var slut. Efter meget utilfredshed blandt de andra værtshusholdere blev restauranten dog tvunget til at lukke klokken 23. Madserveringen i Tunneln blev af samtiden anset som ”ett gott bord varpå skåningen sätter så stort värde.”
1908 ombyggedes borgmester Jacob Nickelsens gamle kamtakkehus til hotel. Værelser til rejsende indrettedes på husets første anden sal mens Malmö-tidningens redaktionslokaler i stueplanet blev bygget om til restaurant. Den vestlige del af Tunnelns stueplan benyttedes i begyndelsen af 1900-tallet af Malmö stadsbibliotek. i løbet af hele 1900-tallet fulgte en ubrudt kæde af restauratører, hoteldirektører og natklubejere som næringsdrivende i Tunnelns åndrige lokaler.
Udenfor Tunneln, i hjørnet mellem Kansligatan og Adelgatan, opsattes i 1676 en stadig eksisterende milesten. På stenen er indhugget en krone og bokstaverne CRS (Carolus Rex Suecorum). Det mærklige med stenen er att teksten angiver afstanden ”1 Myl” hvilket strider mod opfattelsen at stenen har tjent som udgangspunkt for aafstandsmålingen i länet i slutningen af 1600-tallet.